# Jan Lodewijk van Longueville
Jan Lodewijk Karel van Longueville (12 januari 1646 - 24 januari 1694) was van 1663 tot 1668 en van 1672 tot aan zijn dood  hertog van Longueville, vorst van Neuchâtel en graaf van Saint-Pol. Hij behoorde tot het huis Orléans-Longueville.

## Levensloop
Jan Lodewijk was de oudste zoon van hertog Hendrik II van Longueville en diens tweede echtgenote Anna Genoveva, dochter van prins Hendrik II van Bourbon-Condé. In 1663 volgde hij zijn vader op als hertog van Longueville en Estouteville, prins van Châtelaillon, graaf van Tancarville en als vorst van Neuchâtel en Valangin.  
In 1668 schonk hij zijn bezittingen aan zijn jongere broer Karel. Indien Karel kinderloos zou sterven, zouden de bezittingen van Jan Lodewijk naar de prins van Conti gaan. In 1669 werd hij gewijd als geestelijke, waardoor Jan Lodewijk vanaf dan bekend stond onder de naam Abbé d'Orléans. Nadat zijn broer Karel in 1672 vroegtijdig stierf, nam Jan Lodewijk zijn vroegere titels terug over. 
Tijdens een reis door Italië vertoonde zijn geestelijke gezondheid tekenen van grote achteruitgang, waardoor hij niet in staat was om zelfstandig te regeren. Zijn regentschap werd eerst uitgeoefend door zijn moeder, dan door zijn halfzus Maria van Nemours en vervolgens door prins Lodewijk II van Bourbon-Condé. In 1690 was hij zijn geestelijke vermogens zo goed als verloren, waarna hij tot aan zijn dood vier jaar later werd opgesloten in een klooster.
Omdat bij zijn overlijden de mannelijke lijn van het huis Orléans-Longueville uitstierf, keerde het hertogdom Longueville terug naar de Franse kroon. Zijn overige gebieden gingen naar zijn halfzus Maria van Nemours. In het vorstendom Neuchâtel brak er een opvolgingscrisis uit, totdat Maria van Nemours op 10 januari 1696 officieel werd benoemd tot vorstin van Neuchâtel.
- Gemeinsame Normdatei: 1017076367
- International Standard Name Identifier: 0000 0000 6197 8118
- Système universitaire de documentation: 224517791
- Virtual International Authority File: 89702385
- WorldCat: E39PBJB4fy6bXqHpW4FXHFxCcP